# Woodstock (album Jimi Hendrix)
Woodstock è un album live del musicista statunitense Jimi Hendrix, pubblicato postumo il 20 agosto 1994.
Il materiale contenuto nel disco è una versione rimontata e rieditata del concerto tenuto da Hendrix e dalla sua band Gypsy Sun and Rainbows al Festival di Woodstock, Bethel, New York il 18 agosto 1969.

## Tracce
1. Introduction - 1:56
2. Fire - 3:53
3. Izabella - 5:10
4. Hear My Train A Comin' (Get My Heart Back Together) - 9:16
5. Red House - 5:40
6. Jam Back At The House (Beginnings) - 7:58
7. Voodoo Child (Slight Return)/Stepping Stone - 12:49
8. The Star Spangled Banner - 3:42
9. Purple Haze - 3:25
10. Woodstock Improvisation - 4:59
11. Villanova Junction - 3:04
12. Farewell - 1:54

## Crediti
- Jimi Hendrix: chitarra elettrica, voce
- Mitch Mitchell: batteria
- Billy Cox: basso
- Larry Lee: chitarra ritmica
- Juma Sultan: percussioni
- Jerry Velez: percussioni